# Mental (Fernsehserie)
Mental (dargestellt als MƎNTAL:) ist eine US-amerikanische Fernsehserie, welche am 26. Mai 2009 ihre Premiere beim Sender FOX feierte. Die Serie besteht aus 13 Folgen in einer Staffel. Der ausstrahlende Sender sah aufgrund schwacher Quoten von einer Fortsetzung ab.

## Inhalt
Die Handlung dreht sich um einen australischen Psychologen, der in Los Angeles praktiziert und dabei zur Heilung seiner Patienten recht unorthodoxe Behandlungsweisen an den Tag legt.

## Besetzung
- Chris Vance als Dr. Jack Gallagher
- Annabella Sciorra als Nora Skoff
- Derek Webster als Dr. Carl Belle
- Jacqueline McKenzie als Dr. Veronica Hayden-Jones
- Marisa Ramirez als Dr. Chloë Artis
- Nicholas Gonzalez als Dr. Arturo Suarez